# Alavus
Alavus (šv. Alavo) je finské město v provincii Etelä-Pohjanmaa.
Počet obyvatel je 9 454 (2011) a rozloha 843,1 km² (z toho 52,46 km² je voda). Hustota obyvatelstva je 12,3 obyvatel na km².
Rozšířené je zemědělství a lesnický průmysl. Většina výrobního průmyslu se zaměřuje na konstrukci materiálů, konstrukcí a staveb. Alavus má 60 jezer s 324 km pobřeží.